# یواس‌اس یوکا (۱۸۶۴)
یواس‌اس یوکا (۱۸۶۴) (به انگلیسی: USS Yucca (1864)) یک کشتی با طول ۱۴۵ فوت ۷ اینچ (۴۴٫۳۷ متر) بود. این کشتی در سال ۱۸۶۴ ساخته شد.